# 奧林皮安村 (密蘇里州)
奧林皮安村（英語：Olympian Village）是位於美國密蘇里州傑佛遜縣的城市。

## 人口
根據2020年美國人口普查的數據，奧林皮安村的面積為1.35平方千米，皆為陸地。當地共有人口719人，而人口密度為每平方千米533人。